# Adiantum juxtapositum
Adiantum juxtapositum là một loài thực vật có mạch trong họ Adiantaceae. Loài này được Ching miêu tả khoa học đầu tiên năm 1957.